# Wu Yingkai
Wu Yingkai (en chino simplificado, 吴英恺; Xinmin, 8 de mayo de 1910 – Pekín, 13 de noviembre de 2013) fue un cirujano cardiotorácico y epidemiólogo chino. Fue investigador en el proyecto MONICA, el estudio mundial de la OMS sobre las tendencias y los factores de riesgo de las enfermedades cardíacas y los accidentes cerebrovasculares.

## Biografía
Wu nació el 8 de mayo de 1910 en Xinmin, en la provincia de Fengtian en Manchuria, en el seno de una familia manchú. En 1927 ingresó en la Facultad de Medicina Xiaoheyan de Shenyang. En 1933 comenzó su carrera médica después de graduarse en la Facultad de Medicina de Mukden. Poco después, comenzó a impartir clases en el Peking Union Medical College (PUMC) y comenzó a investigar sobre cirugía pionera. En 1940, se convirtió en el primer cirujano chino en resecar un carcinoma de esófago.
En 1941 llegó a la Universidad Washington en San Luis para estudiar cirugía torácica durante tres años. En 1943 regresó a China durante la guerra contra Japón y trabajó en el Hospital Central de Chongqing, ciudad donde se había trasladado el gobierno nacionalista. En 1948, tras la derrota de Japón, regresó a la Facultad de Medicina de la Unión de Pekín como director del departamento de cirugía. Durante este período, realizó la primera operación para corregir un defecto congénito cuando el conducto arterioso no se cerró después del nacimiento, en China, y la primera pericardiectomía por pericarditis constrictiva en China.
Después de la proclamación de la República Popular China, continuó sirviendo como profesor y director del Colegio Médico de la Unión de Pekín, y en 1956 se convirtió en presidente y jefe de cirugía del Hospital de Tórax del Ejército Popular de Liberación, que fue transferido al Hospital Fuwai de la Academia China de Ciencias Médicas en 1958, donde continuó trabajando como presidente. En 1956 se unió al Partido Comunista de China y fue diputado de las I, II y III Asamblea Popular Nacional y miembro de la V y VI Conferencia Consultiva Política del Pueblo Chino.
A partir de 1958 se interesó por la epidemiología y la prevención de las enfermedades cardiovasculares, y continuó sus investigaciones incluso durante la Revolución Cultural. Fundó el Instituto de Enfermedades del Corazón, los Pulmones y los Vasos Sanguíneos de Pekín y estableció programas de investigación relacionados. Posteriormente, comenzó a trabajar con la OMS para involucrar al programa en el Monitoreo Multinacional de Tendencias y Determinantes de las Enfermedades Cardiovasculares (MONICA, por sus siglas en inglés). Un estudio mundial desarrollado por la OMS sobre las tendencias y los factores de riesgo de las enfermedades cardíacas y los accidentes cerebrovasculares.
Murió el 13 de noviembre de 2003 en Pekín a la edad de 93 años.

## Familia
Wu se casó con Shiyan Li en la década de 1940. Tuvieron una hija y dos hijos, y cuatro nietos.